# Ptialina
La ptialina (o amilasi salivare) è un enzima secreto da alcune ghiandole salivarie  che è dotato di attività alfa-amilasica (è detta "amilasi salivare" perché ha la stessa attività dell'amilasi pancreatica ma è prodotta dalle ghiandole salivarie) permettendo una prima digestione dei carboidrati. 
L'attività alfa-amilasica varia in funzione del pH; in particolare presenta un optimum di attività a pH 7 , mentre a pH 4 viene inattivata.
L'attività dell'enzima inizia nel cavo orale (dove tuttavia è limitata da un tempo di permanenza del bolo troppo breve) e continua nello stomaco. Successivamente, per ulteriore acidificazione del contenuto gastrico, si ha inattivazione dell'amilasi salivare. La ptialina provvede alla digestione chimica degli amidi, spezzandola in zuccheri più semplici, mentre la digestione meccanica è affidata ai denti, che sminuzzano il cibo e permettono una corretta digestione ; ad ogni modo è dimostrato che la perdita di attività dell'amilasi salivare non comporta problemi nella digestione degli amidi .
La digestione dei carboidrati si blocca nello stomaco, a causa dell'acidità dei succhi gastrici.
Viene completata nel piccolo intestino dove il pancreas secerne bicarbonato, che neutralizza l'acidità del contenuto gastrico, e l'enzima alfa-amilasi. La mucosa superiore del duodeno assorbe la maggior parte degli zuccheri alimentari semplici (monosaccaridi), prodotti dalla digestione dei carboidrati assunti nel corpo.
In termini più scientifici ptialina è definito un enzima idrolitico presente nella saliva, che scinde i polisaccaridi complessi (amido, glicogeno), trasformandoli in polisaccaridi a struttura più semplice (destrine), i quali vengono poi ulteriormente idrolizzati nell’intestino; agisce in ambiente neutro o debolmente acido, alla temperatura di circa 37 °C e in presenza di sali.